# Fedora (film 1978)
Fedora è un film del 1978 diretto da Billy Wilder.
Il soggetto, tratto da un omonimo racconto scritto da Tom Tryon nel 1976, ricorda quello di Viale del tramonto, grande successo che lo stesso regista firmò nel 1950, sempre con William Holden protagonista.
Fedora fu presentato fuori concorso al 31º Festival di Cannes in occasione di una retrospettiva sull'opera di Billy Wilder.

## Trama
A Parigi una donna si suicida gettandosi sotto un treno. Si tratta di Fedora, grandissima attrice di origini polacche, ritiratasi dalle scene ormai da diversi anni. Tra le migliaia di persone in coda a rendere omaggio alla salma della grande diva, c'è anche un produttore hollywoodiano, Barry Detweiler. Questi si interroga se non possa essere stato lui ad aver innescato la scintilla che ha poi portato al tragico gesto.
Solo due settimane prima infatti, Detweiler si era recato a Corfù, dove Fedora viveva ospitata nella villa di un'anziana contessa polacca. Il produttore aveva un copione interessante (una nuova versione cinematografica di Anna Karenina) ma non era ancora riuscito ad entrare in contatto con l'attrice. Dopo reiterati rifiuti, l'ostinato Detweiler era stato invitato dalla contessa a Villa Calypso, dove però la dispotica donna, peraltro costretta su una sedia a rotelle, aveva rivelato all'uomo che Fedora purtroppo non era più nelle condizioni psichiche di potere lavorare.
Il produttore, che in questo film aveva riposto tutte le sue risorse residue, se ne era andato sconfitto, ma poi era stato raggiunto dalla stessa Fedora che gli aveva fatto capire di vivere una sorta di prigionia che la stava rovinando. Detweiler allora avrebbe voluto salvarla ma il dottor Vando, il suo medico/chirurgo estetico personale, l'aveva raggiunta e riportata con sé nella villa. Quando il giorno successivo l'uomo si era recato nuovamente nella lussuosa residenza dell'attrice, non aveva trovato più nessuno, se non l'aitante inserviente greco che l'aveva tramortito con un colpo in testa.
L'americano impiega diversi giorni per riprendersi e non appena ritorna pienamente cosciente è messo al corrente della tragedia avvenuta a Parigi, e dunque si precipita lì per le esequie. Ed è in questa occasione che Detweiler, colloquiando con l'odiata contessa e la sua "corte", viene a conoscenza dell'inimmaginabile segreto della grande diva. La donna morta non è Fedora ma sua figlia. 
(Barry Detweiler)
(Fedora)
La vera Fedora si cela dietro l'identità dell'anziana contessa. Nella continua ricerca di mantenere intatta la propria bellezza, già da tempo in cura al grande dottor Vando, un giorno Fedora venne irrimediabilmente sfigurata, cosa che determinò il suo irrevocabile ritiro dalle scene e il suo oblio, mai compiutamente spiegati al pubblico. Il dramma però la fece riavvicinare a quella figlia che lei ebbe in segreto poco prima della guerra e che poi ha sempre tenuto distante, pur amandola.
Ritiratasi a Corfù con la figlia e la fidata miss Balfour, pur negandosi a tutto e a tutti, non poté dire di no alle insistenze dell'Academy Award che nella persona del suo presidente Henry Fonda, volle consegnarle a domicilio un Oscar alla carriera. Allora, giocando con le luci della sera, con un po' di trucco e grazie ad una grandissima somiglianza, fu la figlia Antonia a ricevere il premio a posto della madre, nel frattempo immobilizzatasi su una carrozzina, ridestando verso la diva l'attenzione dei produttori, incantati come tutti da tanta bellezza così mirabilmente conservata.
In seguito, istruendo e invecchiando ad arte la figlia, Fedora ha così potuto vivere artificiosamente una seconda breve carriera. Questa infatti si interruppe nuovamente quando la ragazza si innamorò sul set di Michael York, al quale era decisa a rivelare tutto per poter vivere libera il suo amore. Fedora e il suo staff non poterono accettare questo e la ritirarono dal set e dal mondo intero, determinando in Antonia un contraccolpo dal quale la donna non si riprese più, cominciando ad avere problemi psichici e a drogarsi.
Il risultato finale è la tragedia appena consumata. Ora Detweiler sa tutto. Con la storia che ha appreso potrebbe scrivere il copione più bello di tutta la sua vita, ma non lo farà mai. Da ragazzo, quando era solo un assistente di scena, ebbe un'avventura di una sola notte con la diva che tutto il mondo desiderava. Lei non l'ha dimenticato, e in nome di questo legame speciale lui non tradirà mai la promessa di mantenere l'inconfessabile segreto della grande Fedora.

## Produzione
Dopo il tiepido successo di Prima pagina Billy Wilder faticò non poco a farsi produrre un film su una tematica che non sembrava avere grandi riscontri al botteghino in quel periodo. Ottenuti i capitali in Germania optò per un cast con diversi attori tedeschi dopo aver rinunciato all'idea di scritturare Marlene Dietrich e Faye Dunaway per i due principali ruoli femminili. Ripiegò dunque su Marthe Keller e su Hildegard Knef che interpretarono il ruolo di Fedora rispettivamente da giovane e da anziana. La produzione statunitense ritenne l'inglese delle due attrici non sufficientemente comprensibile per il pubblico americano e preferì doppiare entrambe con la voce comunque di un'attrice tedesca, Inga Bunsch. Nella versione francese è invece Marthe Keller a dare la voce ad entrambe, mentre in quella tedesca è Hildegard Knef.

## Distribuzione
La distribuzione del film fu molto tormentata per via dei dubbi che le varie compagnie avevano, in merito alle possibilità di successo della pellicola. Dopo un'anteprima insoddisfacente il film fu tagliato di alcuni minuti ma quando furono chiesti ulteriori interventi Wilder non si disse disponibile. Di fatto il film uscì in un numero limitato di sale e quasi senza essere pubblicizzato, andando incontro ad un fiasco annunciato.
Il film è stato sporadicamente trasmesso da alcune televisioni, Rai e Telemontecarlo.

## Riferimenti
Nel suo romanzo Io e Mr Wilder (2020), lo scrittore Jonathan Coe dedica un intero capitolo, dal titolo Grecia, alle riprese del film. La protagonista del romanzo, Calista Frangopoulou, è la giovane interprete dal greco che assiste Billy Wilder e lo sceneggiatore Iz Diamond durante le riprese. Il capitolo racconta alcuni "dietro le quinte", i problemi incontrati nel set e i diversi caratteri delle persone che hanno lavorato al film.